# Lophoziaceae
Lophoziaceae, porodica jetrenjarki iz reda Jungermanniales. Porodica je opisana 1910., a postoji deset rodova.

## Rodovi
1. Andrewsianthus R.M. Schust.
2. Gerhildiella Grolle
3. Heterogemma (Jørg.) Konstant. & Vilnet
4. Hypolophozia (R.M. Schust.) Bakalin
5. Lophozia (Dumort.) Dumort.
6. Lophoziopsis Konstant. & Vilnet
7. Pseudocephaloziella R.M. Schust.
8. Pseudolophozia Konstant. & Vilnet
9. Trilophozia (R.M. Schust.) Bakalin
10. Tritomaria Schiffn. ex Loeske